# روس جونسون (لاعب اتحاد الرغبي)
روس جونسون (بالإنجليزية: Ross Johnson)‏ هو لاعب اتحاد الرغبي بريطاني، ولد في 26 مارس 1986 في ويلز في المملكة المتحدة.